# Jonjo Shelvey
Jonjo Shelvey (Romford, Londres, Inglaterra, 27 de febrero de 1992) es un futbolista británico. Juega como centrocampista y se encuentra sin equipo tras abandonar el Burnley F. C.
Era considerado una de las promesas del fútbol inglés, junto con Josh McEachran del Brentford F. C., Nathaniel Chalobah del Chelsea F. C., Jordan Henderson del Liverpool Football Club,, Andre Wisdom del West Bromwich Albion, Jack Wilshere y Alex Oxlade-Chamberlain del Arsenal F. C., Phil Jones del Manchester United, Connor Wickham del Crystal Palace y Ross Barkley del Everton F. C.

## Trayectoria

### Charlton Athletic
Shelvey estuvo en las inferiores del Manchester United, del Arsenal FC y del West Ham United antes de ser fichado por el Charlton Athletic. Sin embargo, mostró su gran habilidad durante la temporada 2007-08 en el equipo juvenil del Charlton Athletic, al haber anotado 14 goles en 23 apariciones, incluyendo 9 goles en la FA Youth Cup. Shelvey impresionó en el equipo de reservas e hizo su debut en casa contra el equipo de reservas del Coventry City. Después de haber hecho su debut con el primer equipo del Charlton Athletic contra el Barnsley FC en abril de 2008 se convirtió en el jugador más joven en haber debutado con el Charlton Athletic, teniendo en ese momento 16 años y 59 días de edad, superando el récord de Paul Konchesky y, aunque el Charlton Athletic fue derrotado por 3-0, Shelvey tuvo un alentador debut. El 3 de enero de 2009, Shelvey se convirtió en el goleador más joven en la historia del Charlton Athletic, al haber anotado un gol contra el Norwich City en la FA Cup, teniendo 16 años y 310 días de edad y a sólo 55 días de que cumpliera 17 años de edad, superando el récord de Peter Reeves, quien tenía 17 años y 100 días de edad cuando le anotó también al Norwich City en mayo de 1966. Debido al interés de varios clubes ingleses por él, la mañana del 27 de febrero de 2009, en su cumpleaños #17, Shelvey firmó un contrato profesional con el Charlton Athletic. Shelvey anotó su primer gol en la Football League Championship el 4 de abril de 2009, en la victoria por 3-2 del Charlton Athletic sobre el Southampton FC.

### Liverpool
El 28 de abril de 2010, Jonjo fue contratado por el Liverpool FC de la Premier League, quien pagó al Charlton £1,7 millones. Shelvey se unió al Liverpool el 10 de mayo de 2010, cuando la temporada 2009-10 finalizó. Dicha cifra se duplicó en el debut de Jonjo en la Premier League. Su debut con el Liverpool fue el 22 de septiembre de 2010 en un partido de Football League Cup ante el Northampton Town, al haber entrado de cambio al minuto 100 del tiempo extra por Ryan Babel. En ese partido, el Liverpool y el Northampton empataron a 2-2, por lo que se prolongó hasta la tanda de penales, donde el Northampton eliminó al Liverpool por 4-2. También debutó como titular en la Liga Europa de la UEFA el 21 de octubre de 2010 ante el SSC Napoli de Italia, en el que disputó los 90 minutos. En ese partido, el Liverpool y el Napoli empataron a 0-0. Su debut en la Premier League fue el 24 de octubre de 2010 ante el Blackburn Rovers, al haber entrado de cambio al minuto 89 por Raul Meireles. En ese partido, el Liverpool se impuso por 2-1.
El 10 de febrero de 2011, Shelvey sufrió una lesión en la rodilla que lo mantuvo fuera de las canchas durante tres meses. Su regreso sería el 17 de abril de 2011 ante el Arsenal FC, habiendo entrado de cambio al minuto 70 por Andy Carroll. En ese encuentro, el Arsenal y el Liverpool empataron a 1-1.

### Swansea
En verano de 2013, el Swansea City le fichó por 6 000 000 de Libras.

## Selección nacional
Shelvey fue capitán de la selección de Inglaterra sub-16 cuando ésta se proclamó campeona de la Victory Shield, en donde anotó 3 goles en 3 partidos. Shelvey también jugó un rol importante en el Montaigu Tournament, torneo en donde Inglaterra se coronó por primera vez en 7 años, y en donde Shelvey jugó los cuatro partidos y en donde anotó un gol de penal en la final de dicho torneo contra Francia. En octubre de 2008, Shelvey hizo su debut con la selección de Inglaterra sub-17 en contra de Estonia, en donde anotó en la victoria de Inglaterra por 7-0. El 2 de septiembre de 2010, durante su debut con la selección de Inglaterra sub-19 en un partido ante Eslovaquia en el que fue capitán, Shelvey anotó un gol de tiro libre al minuto 72 que le dio la victoria a su equipo por 2-0. Su segundo gol con la sub-19 fue el 8 de octubre de 2010 en la victoria de su equipo por 6-1 sobre Albania. Su tercer gol fue apenas 2 días después en la victoria de Inglaterra por 4-0 sobre Chipre.

## Clubes
| Club                     | País       | Año       | Partidos | Goles |
| ------------------------ | ---------- | --------- | -------- | ----- |
| Charlton Athletic F. C.  | Inglaterra | 2008-2010 | 49       | 8     |
| Liverpool F. C.          | Inglaterra | 2010-2013 | 69       | 7     |
| Blackpool F. C. (cedido) | Inglaterra | 2011-2012 | 10       | 6     |
| Swansea City A. F. C.    | Gales      | 2013-2016 | 96       | 10    |
| Newcastle United F. C.   | Inglaterra | 2016-2023 | 202      | 18    |
| Nottingham Forest F. C.  | Inglaterra | 2023-2024 | 8        | 0     |
| Çaykur Rizespor (cedido) | Turquía    | 2023-2024 | 33       | 3     |
| Eyüpspor                 | Turquía    | 2024-2025 | 6        | 0     |
| Burnley F. C.            | Inglaterra | 2025      | 4        | 0     |

## Palmarés

### Títulos nacionales
| Título      | Club            | País       | Año  |
| ----------- | --------------- | ---------- | ---- |
| Carling Cup | Liverpool F. C. | Inglaterra | 2012 |